# 皖山路
皖山路，安徽省合肥市蜀山经开区的一条南北向次干道，得名自天柱山别名皖山。道路北起白莲岩路，南至长江西路正接枫林路，沿四季花海城市公园西侧布置。沿路有蜀山人才公寓、中国科学院合肥肿瘤医院高新院区等。